# Eskolaite
L'eskolaite (simbolo IMA: Esk) è un minerale raro appartenente al gruppo dell'ematite della classe dei minerali di "ossidi e idrossidi" con la composizione chimica Cr2O3 e quindi, da un punto di vista chimico, è costituito da triossido di dicromo. Prodotto sinteticamente, il composto è anche noto come pigmento "verde ossido di cromo".

## Etimologia e storia
Già nel 1859, il "verde idrato di ossido di cromo" contenente acqua (noto anche come "verde di Guignet") fu reso popolare e prodotto commercialmente da Charles-Ernest Théodat Guignet, mentre nel 1929 ebbe luogo il lancio sul mercato di "pigmenti inorganici di ossido di cromo".
Il composto è stato scoperto per la prima volta come formazione minerale naturale nel 1949 da Yrjö Vuorelainen (1922-1988) nel distretto minerario di Outokumpu nella regione finlandese della Carelia Settentrionale. L'analisi e la descrizione iniziale furono effettuate da Vuorelainen in collaborazione con Olavi Kouvo e pubblicate nel 1958 sulla rivista American Mineralogist. Il minerale prende il nome da Pentti Eelis Eskola (1883-1964), allora professore all'Università di Helsinki.
Alla data del 2023 non è ancora noto un luogo di stoccaggio per il campione tipo del minerale.
Poiché l'eskolaite era già conosciuta e riconosciuta come specie minerale a sé stante prima della fondazione dell'Associazione Mineralogica Internazionale (IMA), essa è stata adottata dalla Commissione per i Nuovi Minerali, la Nomenclatura e la Classificazione (CNMNC) e si riferisce all'eskolaite come un cosiddetto minerale "grandfathered" (G).

## Classificazione
Nell'obsoleta 8ª edizione della sistematica minerale secondo Strunz, l'eskolaite apparteneva alla classe minerale degli "ossidi e idrossidi" e lì alla sottoclasse degli ossidi con il rapporto di massa "M2O3- e composti correlati", dove insieme a ematite, karelianite e corindone forma la "serie del corindone" con il sistema nº IV/C.04a.
Nella Sistematica dei lapis (Lapis-Systematik) di Stefan Weiß, che è stato rivisto e aggiornato l'ultima volta nel 2018, che si basa ancora su questa vecchia forma della sistematica di Strunz per rispetto verso i collezionisti privati e delle collezioni istituzionali, al minerale è stato assegnato il sistema e il minerale nº IV/C.04-030. In questa sistematica questo corrisponde anche al reparto "Ossidi con il rapporto di massa Metallo:Ossigeno = 2:3 (M2O3 e composti correlati)", dove l'eskolaite insieme a ematite, karelianite, corindone e tistarite formano il "gruppo dell'ematite" con il sistema nº IV/C.04.
La 9ª edizione della sistematica minerale di Strunz, che è stata aggiornata l'ultima volta dall'Associazione Mineralogica Internazionale (IMA) nel 2009, classifica l'eskolaite nella sezione di "Metallo:Ossigeno = 2:3, 3:5 e simili". Tuttavia, questa è ulteriormente suddivisa in base alla dimensione relativa dei cationi coinvolti, in modo che il minerale possa essere trovato nella suddivisione "Con cationi di media dimensione" con il sistema nº 4.CB.05.
Anche la classificazione dei minerali di Dana, che viene utilizzata principalmente nel mondo anglosassone, elenca l'eskolaite nella classe degli "ossidi e idrossidi" e lì nella sottoclasse degli "ossidi". Qui si trova insieme a ematite, karelianite, corindone e tistarite nel "gruppo corindone-ematite (romboedrico: R3c)" con il sistema nº 04.03.01 all'interno della suddivisione degli "ossidi semplici con carica cationica 3+(A2O3)".

## Abito cristallino
L'eskolaite cristallizza isostrutturalmente con il corindone nel gruppo spaziale trigonale R3c (gruppo nº 167) con i parametri del reticolo a = 4,96 Å e c = 13,60 Å così come 6 unità di formula per cella unitaria.

## Proprietà
Vuorelainen e Kouvo hanno effettuato test con diversi corrosivi e il minerale si è dimostrato molto insensibile a vari acidi e alcali, anche forti. Si trattava di acido nitrico al 50% (HNO3) e acido cloridrico (HCl), nonché acqua regia, idrossido di potassio (KOH) al 40%, cloruro ferrico al 20% (FeCl3) e cianuro di potassio (KCN) e cloruro mercurico al 5% (HgCl2). Anche quando è stato utilizzato acido perclorico al 70% (un superacido), il minerale non ha mostrato alcuna reazione.

## Origine e giacitura
Il giacimento minerario di Outokumpu nella Carelia settentrionale, in Finlandia, dove si trova la località tipo di eskolaite, è costituito da solfuri di rame-zinco-cobalto stratificati, ofiolitici e massicci con solfuri di nichel, quarziti, calcare silicizzato e serpentinite finemente dispersi. L'eskolaite è stata trovata qui in skarn di tremolite ricche di cromo, metaquartziti e cloriti. Oltre alla tremolite e al quarzo contenenti cromo, sono stati trovati calcopirite, guyanaite, pentlandite, pirrotite, pirite, uvarovite, tormaline contenenti cromo, calcite e talco come altri minerali di accompagnamento.
Essendo una formazione minerale rara, l'eskolaite è stata rilevata solo in pochi luoghi, con circa 30 casi documentati in tutto il mondo. La sua località tipo nel giacimento minerario di Outokumpu è l'unica località nota in Finlandia.
Altri siti includono i sedimenti sul Rio das Almas (fiume Pico das Almas) vicino alla comunità di Érico Cardoso nello stato brasiliano di Bahia, un deposito di placer sul fiume Merume vicino a Kamakusa (o Kamikusa, regione di Cuyuni-Mazaruni) in Guyana, il deposito di solfuro di zinco-piombo "Rampura-Agucha" nel distretto di Bhilwara (Rajasthan) in India, una località (Callowhill Upper) a Newton Mt. Kennedy (Monti Wicklow) nella contea di Wicklow, Irlanda, i pesanti giacimenti minerari al largo delle isole Senkaku in Giappone, una cava di fosforite senza nome nel complesso Daba-Siwaqa nel governatorato giordano di Amman, il giacimento di uranio "Matoush" a Monts Otish nella provincia canadese del Québec, diversi giacimenti nelle oblast russe di Čeljabinsk e Sverdlovsk (Urali), Irkutsk (Siberia), Magadan (Estremo Oriente), nonché le repubbliche di Carelia e Sacha appartenenti alla Federazione russa e al Circondario autonomo Jamalo-Nenec, gli scisti neri metamorfosati a contatto vicino a Chynín vicino al comune ceco di Nové Mitrovice, nonché singoli siti sulla Goat Mountain nella contea di San Benito in California e sul Moses Rock nella Contea di San Juan, nello Utah (Stati Uniti).
In Germania, il minerale è stato finora scoperto solo in un meteorite chiamato Kiel, caduto nel 1962 vicino all'omonima città nello Schleswig-Holstein.
Inoltre, l'eskolaite è stata rilevata in altri meteoriti come Lewis Cliff 85311 e 88774 dalla Lewis Cliff in Antartide, il meteorite Murchison da Victoria in Australia, Banten (dal nome dell'omonima città) dall'isola indonesiana di Giava, Gibeon dalla regione di Hardap in Namibia, Africa nord-occidentale 7325 dal Sahara marocchino, Dhofar 225 dal Governatorato del Dhofar del Sultanato dell'Oman e Murray dalla Contea di Calloway nel Kentucky.
L'eskolaite è stata trovata anche al di fuori della Terra, più precisamente in campioni di minerali provenienti dalla Luna raccolti nei siti di atterraggio delle missioni Luna 24 nel Mare Crisium e Apollo 17 nella Valle Taurus-Littrow.

## Forma in cui si presenta in natura
L'eskolaite sviluppa cristalli da esagonali a prismatici con dimensioni fino a circa 12 mm di dimensione con una lucentezza simile al vetro sulle superfici. Il minerale è generalmente opaco e traslucido solo ai bordi sottili. I cristalli sono di colore dal verde scuro al nero, ma appaiono grigi alla luce incidente con riflessi interni verde smeraldo. Sulla mattonella, l'eskolaite lascia uno striscio verde piuttosto chiaro.

## Utilizzo
Oltre ad essere un pigmento verde oliva, l'eskolaite o il suo equivalente sintetico viene utilizzato anche come agente abrasivo e lucidante per la sua durezza.